# Accademia ligure di scienze e lettere

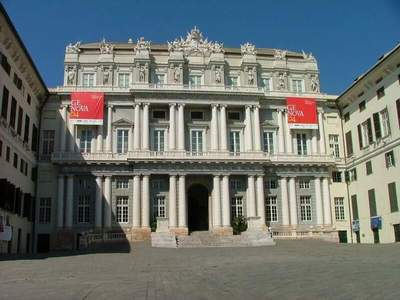
Il Palazzo Ducale di Genova, sede dell'Accademia ligure di scienze e lettere.

L'Accademia ligure di scienze e lettere è un istituto culturale con sede a Genova in piazza Matteotti 5, all'interno del Palazzo Ducale.
Le origini dell'istituto risalgono al periodo della Repubblica Ligure, con la fondazione nel 1798 dell'Istituto nazionale ligure. Nel 1805, quando Genova entrò a far parte dell'Impero francese, venne fondata l'Accademia imperiale delle scienze e belle arti di Genova. Successivamente l'istituto prese varie denominazioni:
- 1814 - Accademia delle scienze, lettere ed arti di Genova
- 1889 - Società ligustica di scienze naturali e di geografia
- 1921 - Società ligustica di scienze e lettere
- 1934 - Società ligure di scienze e lettere
- 1941 - Reale accademia ligure di scienze e lettere
- 1946 - Accademia ligure di scienze e lettere

L'accademia fu eretta in ente morale nel 1928 e il 7 aprile 1951 entrò in vigore lo statuto ancora oggi in vigore, che prevede la suddivisione dell'attività in due classi:
- classe di scienze (scienze fisiche, naturali, matematiche e mediche)
- classe di lettere (letteratura, scienze morali, storia)[1]

L'attività del corpo accademico si esprime nella pubblicazione degli Atti, che prese inizio nel 1890 e prosegue tuttora, nella costituzione e gestione della biblioteca (che conta ad oggi 53.800 documenti a stampa) e nell'organizzazione di conferenze e incontri culturali.
L'accademia ha altresì curato l'edizione di numerose opere scientifiche e letterarie, suddivise in varie sezioni: "Collana monografica" (21 opere al 2011), "Collana di Studi e Ricerche" (55 opere al 2012). Numerose anche le opere pubblicate in formato digitale.
Presidente dell'accademia per il triennio 2018-2020 è Vincenzo Lorenzelli.